# Othon Ier le Riche

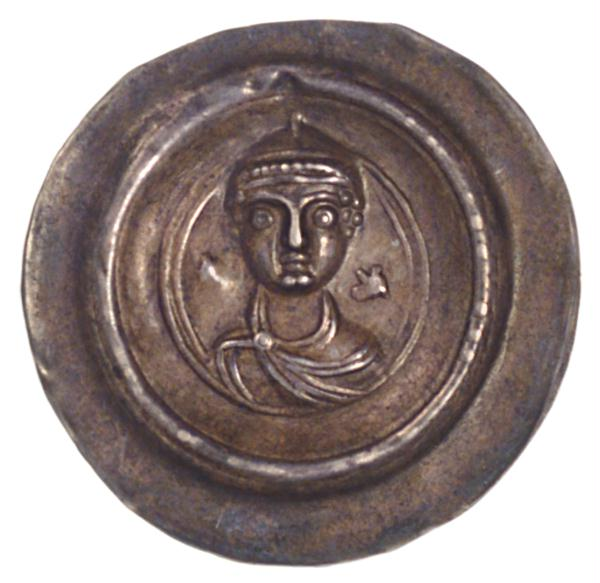
Bractéate (1156) à l'effigie d'Othon de Misnie.

Pour les articles homonymes, voir Othon Ier.
Othon Ier le Riche, né en 1125, décédé en 1190, fils de Conrad Ier le Pieux et de Luitgarde von Ravenstein, il fut margrave de Misnie de 1156 à 1190. Il est inhumé au Monastère d'Altzelle.

## Contexte
Othon Ier le riche appartient à la première branche de la Maison de Wettin. Il est l'un des ascendants des membres des différentes Maisons de Saxe, les électeurs puis rois de Saxe appartiennent à la sixième branche de la Maison de Wettin, ils ont pour ascendant Albert de Saxe fils de Frédéric II de Saxe, lui-même issu de la première branche de la Maison de Wettin. Otton Ier le Riche est également l'un des ancêtres des familles royales du Royaume-Uni, du Portugal, de Bulgarie et de Belgique (maison de Saxe-Cobourg et Gotha).

## Union et postérité
Othon Ier le riche épousa en 1147 Edwige de Brandebourg (Maison d'Ascanie). Quatre enfants sont nés de cette union :
- Albert Ier, en 1190 il succéda à son père au margraviat de Misnie et régna jusqu'à sa mort survenue en 1195 ;
- Thierry Ier l'Exilé ;
- Sophie épousa le prince Ulrich d'Olmütz, veuve en 1187 elle épousa le burgrave Frédéric II de Ratisbonne ;
- Adélaïde (morte en 1211), en 1187 elle épousa le roi Ottokar Ier de Bohême dont elle divorça.